# Мальков, Алексей Дмитриевич
Алексей Дмитриевич Мальков (октябрь 1919, Шеино, Ярославская губерния — 19 февраля 1945, Польша) — старший лейтенант Рабоче-крестьянской Красной Армии, участник Великой Отечественной войны, Герой Советского Союза (1944).

## Биография
Родился в октябре 1919 года в деревне Шеино (ныне — Угличский район Ярославской области). Окончил семь классов школы в Ленинграде, после чего работал на заводе.
В 1939 году был призван на службу в Рабоче-крестьянскую Красную Армию. С первого дня Великой Отечественной войны — на её фронтах. В 1943 году окончил Харьковское артиллерийское училище.
К ноябрю 1943 года лейтенант Алексей Мальков командовал огневым взводом 386-го истребительно-противотанкового артиллерийского полка 9-го механизированного корпуса 3-й гвардейской танковой армии 1-го Украинского фронта. Отличился во время освобождения Украинской ССР. Заняв высоту 225,5 на юго-западной окраине Фастова, взвод под командованием Алексея Малькова отражал по 6-8 немецких контратак в день. 10 ноября 1943 года в одном бою взвод Малькова уничтожил 12 вражеских танков, 2 из которых — лично командир взвода.
Указом Президиума Верховного Совета СССР «О присвоении звания Героя Советского Союза офицерскому и сержантскому составу артиллерии Красной Армии» от 9 февраля 1944 года за «образцовое выполнение боевых заданий командования на фронте борьбы с немецкими захватчиками и проявленные при этом отвагу и геройство» был удостоен высокого звания Героя Советского Союза с вручением ордена Ленина и медали «Золотая Звезда» за номером 2133.
19 февраля 1945 года погиб в бою на территории Польши. Похоронен в городе Болеславец.
Был также награждён орденами Отечественной войны 1-й и 2-й степеней, рядом медалей.